# Domenico Malpiedi
Domenico Malpiedi est un peintre maniériste italien né à San Ginesio dans la province de Macerata dans la région des Marches entre 1570 et 1575 et actif entre 1590 et 1615.

## Biographie
Élève du peintre Federico Barocci à Urbino, Domenico Malpiedi peint des toiles pour des églises proches de sa ville natale, dont Santa Maria delle Rose et San Nicola da Tolentino à Sant'Angelo in Pontano. De 1601 à 1603, il peint à Osimo au sud d'Ancône.
Il a probablement un lien de parenté avec Francesco Malpiedi.

## Œuvres

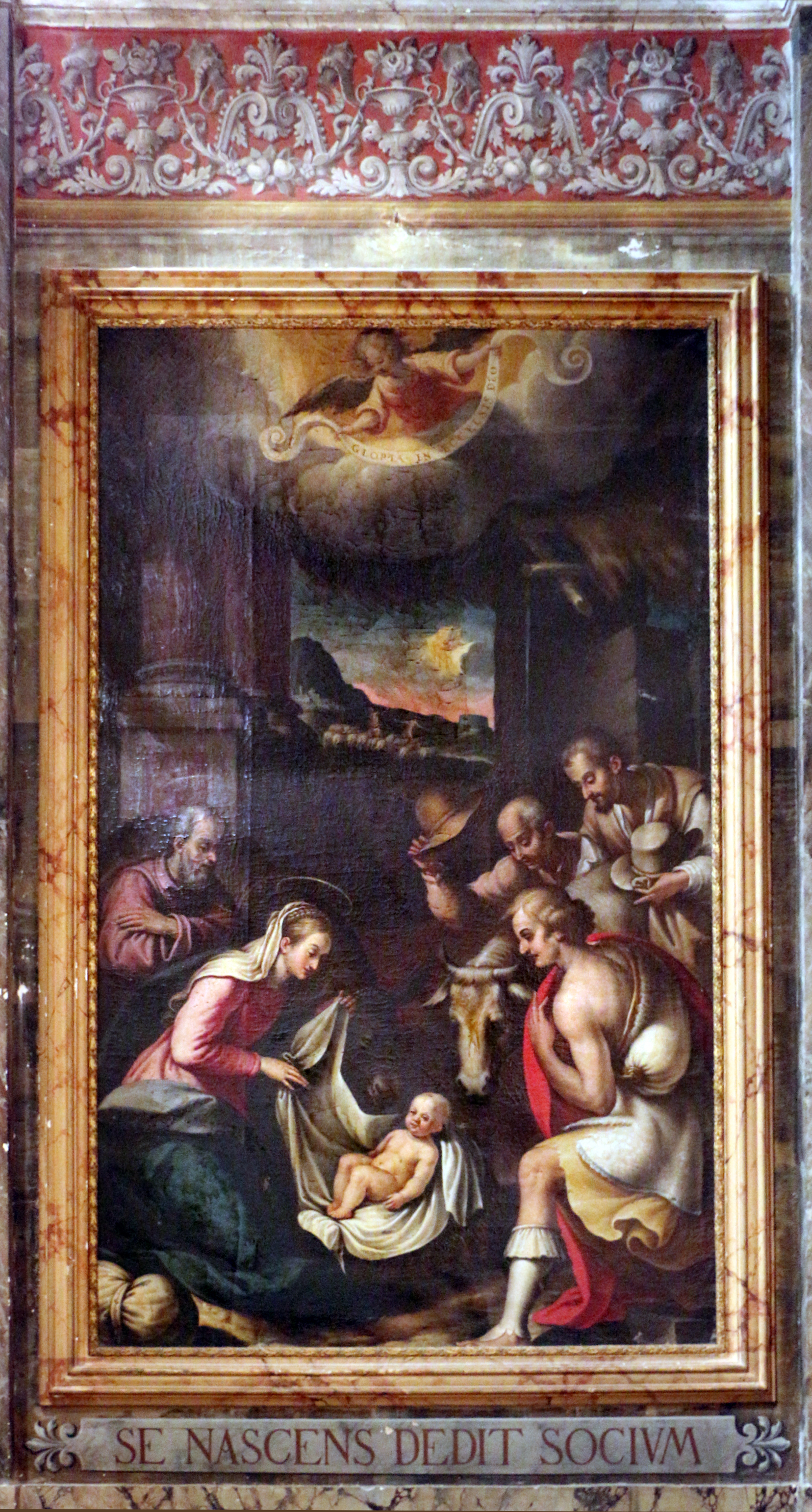
Adoration des bergers

- Deux anges adorant la colombe du Saint-Esprit, (première moitié du XVIIe siècle)
- Sainte Lucie, saint Blaise et saint Apollonie, (première moitié du XVIIe siècle)
- La naissance de la Vierge Marie, (première moitié du XVIIe siècle)
- Martyre de Saint Bartolomé, (première moitié du XVIIe siècle)
- Saint Ami de Rambona, (première moitié du XVIIe siècle)
- Saint Michel Archange, (première moitié du XVIIe siècle)
- Vierge de Lorette avec saints (première moitié du XVIIe siècle)
- Vierge de Lorette avec Anges musiciens, (première moitié du XVIIe siècle)
- Annonciation, (première moitié du XVIIe siècle)

## Liens
- Peintres nés dans les Marches